# راجسمند

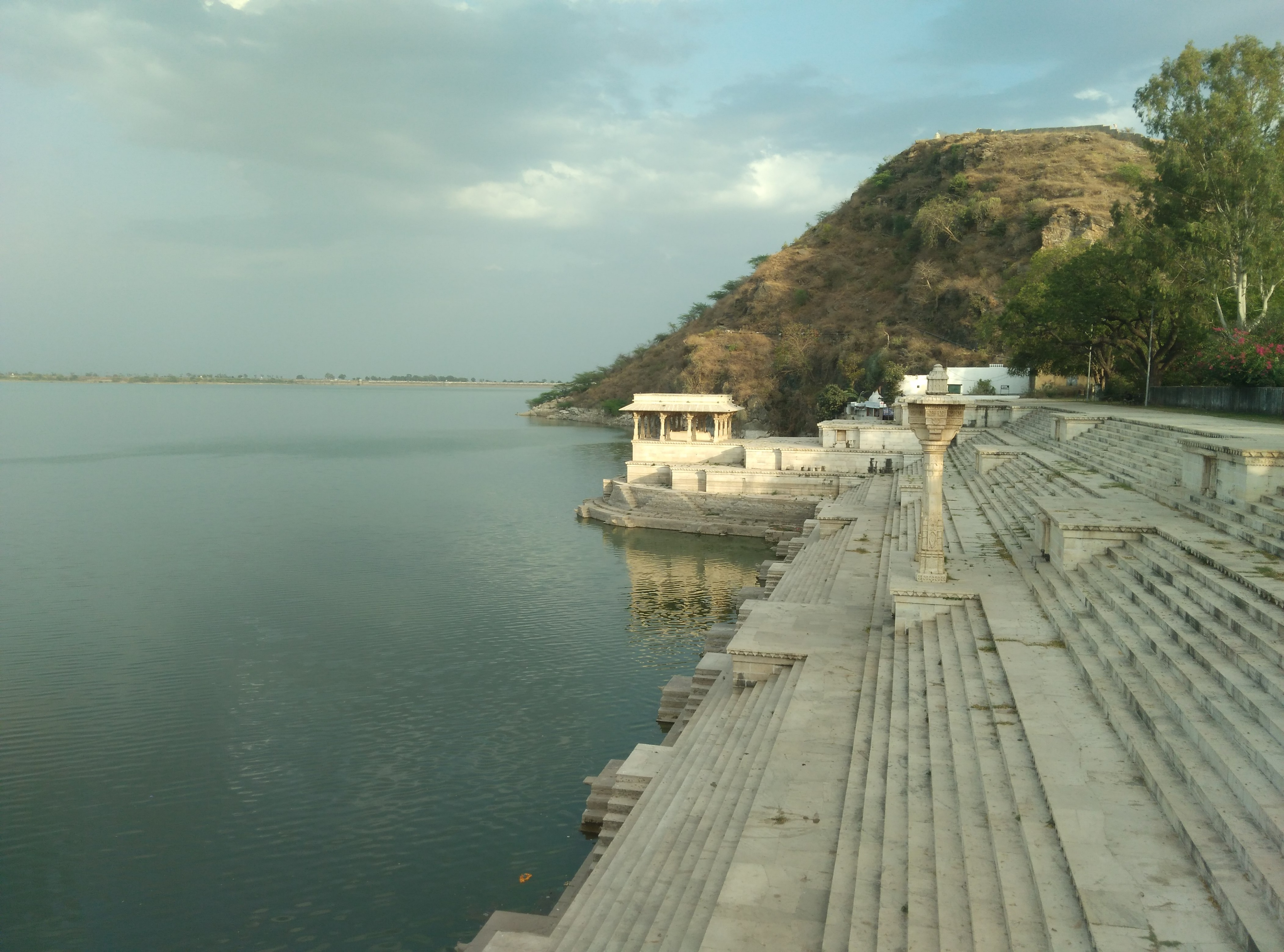
بندر راجسمند

راج‌سمند (به انگلیسی: Rajsamand) یک منطقهٔ مسکونی در هند است که در بخش راج سمند واقع شده‌است. راج‌سمند ۶۷٬۷۹۸ نفر جمعیت دارد و ۵۴۷ متر بالاتر از سطح دریا واقع شده‌است.